# تپه کوکیا
تپه کوکیا مربوط به عصر برنز - هزاره دوم و اول قم است و در شهرستان اورمیه، روستای کوکیا واقع شده و این اثر در تاریخ ۲۷ مرداد ۱۳۸۲ با شمارهٔ ثبت ۹۶۹۶ به‌عنوان یکی از آثار ملی ایران به ثبت رسیده است.